# Magnim Jordano Daou
Magnim Jordano Daou, född 11 juli 2004, är en togolesisk simmare.

## Karriär
Vid kortbane-VM 2022 i Melbourne slutade Daou på 78:e plats på 50 meter frisim och på 66:e plats på 50 meter fjärilsim. Vid VM 2023 i Fukuoka slutade han på 110:e plats på 50 meter frisim och på 88:e plats på 50 meter fjärilsim. Vid VM 2024 i Doha slutade Daou på 103:e plats på både 50 meter frisim och på 100 meter frisim.
Daou tävlade för Togo vid olympiska sommarspelen 2024 i Paris, där han blev utslagen i försöksheatet på 50 meter frisim och slutade på totalt 58:e plats. Vid kortbane-VM 2024 i Budapest slutade Daou på 68:e plats på 200 meter frisim, men startade inte på 50 meter frisim.